# Pier Luigi Farnese
Pier Luigi Farnese (19. listopadu 1503, Řím – 10. září 1547) byl v letech 1545–1547 vévodou z Parmy, Piacenzy a Castra, později zničeného města na břehu Bolsenského jezera. Byl nelegitimním synem kardinála Alessandra Farneseho, který se později stal papežem Pavlem III.
Jeho matkou byla pravděpodobně Silvia Ruffiniová – římská aristokratka, která Alessandrovi porodila ještě další tři děti: Constanzu, Paula a Ranuccia.
Jeho otec mu dohodl sňatek s Gerolamou z rodu Orsini, svatba se konala roku 1519. Pier Luigi se pak stal vojákem. Ve službách Karla V. se podílel na vyplenění Říma v roce 1527 známého jako Sacco di Roma. V roce 1537 jej jeho otec Pavel III. jmenoval generálním kapitánem Církve.
Poté, co se v roce 1546 stal vévodou z Parmy, mu jeho pevná vláda a daňová politika přinesla řadu odpůrců. Ve věku 43 let byl svými politickými nepřáteli zavražděn.